# Episodi di 3% (terza stagione)
La terza stagione della serie televisiva 3% è stata interamente pubblicata su Netflix il 7 giugno 2019.
| nº | Titolo originale      | Titolo italiano          | Pubblicazione Brasile | Pubblicazione Italia |
| -- | --------------------- | ------------------------ | --------------------- | -------------------- |
| 1  | Capítulo 01: Areia    | Capitolo 01: La sabbia   | 7 giugno 2019         | 7 giugno 2019        |
| 2  | Capítulo 02: Lâmina   | Capitolo 02: Il bisturi  | 7 giugno 2019         | 7 giugno 2019        |
| 3  | Capítulo 03: Remédio  | Capitolo 03: La medicina | 7 giugno 2019         | 7 giugno 2019        |
| 4  | Capítulo 04: Pato     | Capitolo 04: L'anatra    | 7 giugno 2019         | 7 giugno 2019        |
| 5  | Capítulo 05: Alavanca | Capitolo 05: La leva     | 7 giugno 2019         | 7 giugno 2019        |
| 6  | Capítulo 06: Alçapão  | Capitolo 06: La botola   | 7 giugno 2019         | 7 giugno 2019        |
| 7  | Capítulo 07: Jardrone | Capitolo 07: La prova    | 7 giugno 2019         | 7 giugno 2019        |
| 8  | Capítulo 08: Onda     | Capitolo 08: L'onda      | 7 giugno 2019         | 7 giugno 2019        |

## Capitolo 01: La sabbia
- Titolo originale: Capítulo 01: Areia
- Diretto da: Daina Giannecchini
- Scritto da: Denis Nielsen & Pedro Aguilera

### Trama
Michele è riuscita a fondare la Conchiglia dove hanno deciso di trasferirsi molte persone, tra cui Glória, Marco, Rafael ed Elisa, che tuttavia si sono lasciati. Fernando è invece morto, picchiato mentre cercava di convincere le persone dell'Entroterra a trasferirsi. Joana vi si reca per scoprirne i segreti e viene introdotta alla comunità da Xavier, un giovane ventenne che ha deciso di rinunciare al Processo per vivere nella comunità. Poco dopo il suo arrivo una tempesta si abbatte sulla Conchiglia, distruggendo il collettore che condensa l'acqua indispensabile anche alle coltivazioni. Michele tiene un appassionato discorso alla comunità e li convince a continuare a lavorare per sistemare le cose, utilizzando l'acqua rimasta per le coltivazioni e nel frattempo ricostruire il collettore. Tuttavia i loro tentativi falliscono non possedendo la nanotecnologia dell'Offshore e qualcuno ruba la maggior parte delle provviste dalla dispensa. Le persone cominciano a discutere e litigare, avendo ormai perso le speranze di salvare la Conchiglia, mentre Glória suggerisce a Michele di fare una selezione per fare rimanere solo le persone più utili, facendo bastare le provviste rimaste ai rimanenti per ricostruire il necessario. Michele è indecisa perché ciò va contro i principi della comunità, ma riceve la visita di André e Marcela, che le propongono l'aiuto dell'Offshore  e in cambio divenire una loro colonia. Alla fine Michele decide di attuare la selezione per fare rimanere solo il 10% della popolazione: come prima prova chiede a tutti di farsi rimuovere l'impianto che ne permette l'identificazione. A questo punto molti abitanti decidono di abbandonare la comunità, non volendo rinunciare alla possibilità del Processo o essere dichiarati criminali dall'Offshore.

## Capitolo 02: Il bisturi
- Titolo originale: Capítulo 02: Lâmina
- Diretto da: Dani Libardi
- Scritto da: Carol Rodrigues

### Trama
Joana riunisce i membri della Causa che vivono alla Conchiglia e propone loro di riparare il generatore e poi usarlo per farlo esplodere e causare un impulso elettromagnetico per distruggere l'Offshore. Tuttavia nessuno pare interessato al piano, principalmente perché priverebbe anche la Conchiglia di energia, condannandola. Michele intanto divide le persone in gruppi da tre per la seconda prova: Joana, Rafael e Marco condotti in una stanza da cui devono uscire in 6 minuti, ognuno con degli impedimenti che non può togliersi: Joana ha legate mani e piedi, Rafael è bendato e ha le mani legate, mentre Marco è bendato e privato dell'udito con delle cuffie. Inizialmente Joana cerca di uscire da sola, ma capisce ben presto che è una prova di squadra e coordinando l'aiuto di Rafael e Marco i tre escono vittoriosi. Nella prova successiva un gruppo deve parlare in un poligrafo dicendo che crede nella conchiglia: se uno di loro mente si illuminerà di rosso e al terzo fallimento saranno tutti eliminati. Dopo il secondo fallimento Joana ammette di poterne essere la causa e il gruppo cerca di convincerla della bontà del progetto, ma falliscono di nuovo la prova. Otàvio s'infuria con Joana, incolpandola del fallimento, ma a quel punto Michele sopraggiunge dicendo che la vera prova era vedere la loro reazione al fallimento, quindi solo Otàvio viene eliminato. Mentre tutti escono, Michele si confronta con Joana chiedendole perché provi tanto astio nei suoi confronti, ma la loro discussione viene interrotta da Otàvio che, preso un bisturi, prende in ostaggio Michele e dice di chiamare Elisa, sua fidanzata prima che fosse eliminato dal Processo. Joana ed Elisa riescono a farlo calmare, ma quando sopraggiunge Rafael per fermarlo, Otàvio si altera nuovamente e ferisce alla gola Michele, quindi si suicida gettandosi da un camminamento sopraelevato. Nonostante abbia la possibilità di lasciarla morire e prendere possesso della Conchiglia, Joana aiuta a medicare Michele sostenendo di essere diversa da lei. Più tardi Natalia, un membro della Causa la cui sorella si è suicidata per avere fallito il Processo, decide di aiutare Joana nel suo piano. La sera intanto Artur nasconde al fratello di Rafael una pericolosa ferita infetta.

## Capitolo 03: La medicina
- Titolo originale: Capítulo 03: Remédio
- Diretto da: Daina Giannecchini
- Scritto da: Ivan Nakamura

### Trama
Elisa sostituisce Michele come arbitro per la selezione e a coppie le persone sono portate bendate in una stanza chiusa dove devono capire dove si trovi il nord. Durante la prova Artur ha un mancamento, ma continua a nascondere la ferita a Rafael. Elisa fatica a sopportare la pressione della situazione e, trovato per caso il comunicatore lasciato da André a Michele, lo usa. Racconta quindi ad André quanto sta accadendo e chiede una possibilità per tornare all'Offshore, ma le viene rifiutata perché considerata una traditrice. Più tardi Rafael si accorge che il fratello sta peggiorando e scopre la ferita, venendo a sapere che si è impiantato lì l'impianto per non farlo disattivare. Rafael cerca di recuperare di nascosto delle medicine, ma viene sorpreso da Elisa e le confessa quanto sta succedendo. Elisa estrae l'impianto, che comunque si era già disattivato, e medica la ferita dicendo però che deve parlarne a Michele. Rafael cerca di convincerla a non farlo, ma la ragazza gli ricorda che è stata costretta a fuggire dall'Offshore per avere mentito per lui. Nella prova successiva le persone sono divise in gruppi di tre e bisogna decidere in base a quale criterio eliminare una persona del gruppo che si ha di fronte. Marco, Rafael e Natalia dibattono aspramente su chi eliminare tra Joana, Glòria e Artur: alla fine Marco e Natalia, in maggioranza, decidono di eliminare Artur, il più giovane, mentre dall'altra parte Joana e Artur decidono di eliminare chi è un assassino, cioè Marco. Tuttavia Michele ribalta la situazione, decretando che il criterio scelto vale in realtà per la propria stanza: Joana e Natalia vengono così eliminate. Elisa intanto confessa a Michele quanto ha fatto Artur e anch'egli viene eliminato: Rafael tenta di seguirlo dicendo che non vuole abbandonarlo, ma il fratello lo allontana avendo perso ogni fiducia in lui.

## Capitolo 04: L'anatra
- Titolo originale: Capítulo 04: L'anatra
- Diretto da: Dani Libardi
- Scritto da: Andréa Midori Simão

### Trama
Per l'ultima prova della selezione le persone si fronteggiano a coppie: ognuno deve proporre a Michele una prova che sceglie quella più equa e la applica. Marco e Rafael si fronteggiano e quest'ultimo propone di tirare a sorte, vincendola e causando la rabbia di Marco. Anche Glòria viene eliminata, perdendo in una prova di abilità con Xavier. La ragazza torna quindi nella vecchia casa, dove incontra Joana e Natalia che le propongono di rifondare la Causa, ma lei rifiuta. Per convincerla Joana le rivela che Michele ha rifiutato una proposta dell'Offshore per salvare la Conchiglia in cambio dell'occupazione. Glòria si incontra quindi con Marcela e accetta la sua proposta, quindi le viene detto radunare tutti gli eliminati della selezione per sollevare Michele dal comando. Nel frattempo in dei flashback viene raccontato che la coppia fondatrice dovette mandare nell'Entroterra la propria figlia Tânia quando l'Offshore decise di attuare la politica per la quale solo chi aveva passato il Processo poteva viverci. Tânia tuttavia venne eliminata al Processo quando vi partecipò e fu lei a fondare la Causa per combattere le ingiustizie dell'Offshore.

## Capitolo 05: La leva
- Titolo originale: Capítulo 05: Alavanca
- Diretto da: Dani Libardi
- Scritto da: Denis Nielsen

### Trama
Glòria raduna un gruppo di eliminati e arriva alla Conchiglia cercando di forzare la porta chiusa dai residenti. Joana e Natalia arrivano per cercare di dissuaderli dal consegnare la Conchiglia all'Offshore, ma tutti sono invece ben disposti a farlo e sono costrette a scappare perché considerate nemiche. Marco invece inizialmente non vuole immischiarsi, ma poi si rende conto di non riuscire a prendersi cura di suo figlio, quindi lo lascia alla governante nella sua vecchia casa e si unisce ai ribelli. Siccome il portone sta per cedere, Michele a malincuore attiva il sistema di difesa che elettrifica l'ingresso, ma risulta malfunzionante e i rivoltosi riescono ad entrare. Rafael convince Michele a fuggire attraverso un passaggio nascosto e poi cerca di fare lo stesso con Elisa che tuttavia rifiuta, preferendo essere arrestata dall'Offshore. Egli tenta quindi di fuggire, ma si frattura una caviglia e si nasconde. Nel frattempo Joana e Natalia dibattono su cosa sia meglio fare e alla fine si separano. Intanto Marco e Glòria contattato Marcela e si preparano ad accogliere i soldati dell'Offshore.

## Capitolo 06: La botola
- Titolo originale: Capítulo 06: Alçapão
- Diretto da: Jotagá Crema
- Scritto da: Ivan Nakamura

### Trama
Elisa trova Rafael ferito e cerca di ricomporgli la frattura, medicandolo. Nel frattempo Natalia viene catturata e imprigionata, mentre Marco e Glòria promettono una ricompensa a chi catturerà gli altri traditori: Michele, Rafael e Joana. Quest'ultima nel frattempo s'imbatte in Michele, ma la scaccia dal suo rifugio. Poco dopo però, armeggiando con un pezzo del collettore trovato in precedenza, si rende conto che il cavo è stato tagliato, quindi in realtà qualcuno ha sabotato consapevolmente la Conchiglia per causare la crisi e consegnarla all'Offshore. Joana raggiunge quindi Michele e le due arrivano ai resti della centrale elettrica fatta esplodere dall'Offshore: lì Joana rivela quanto ha scoperto e le propone di lavorare insieme per portare a galla la verità ed evitare di consegnare la Conchiglia all'Offshore. Le due ragazze contattano Rafael e gli chiedono di aprire la botola di fuga per intrufolarsi nella Conchiglia. Faticando a camminare, Rafael chiede aiuto a Elisa, che tuttavia è tormentata sul da farsi: Marco, Glòria e André infatti la spronano a rivelare dove siano i traditori in cambio della promessa di tornare all'Offshore, mentre lei ripensa al suo Processo, dove per superarlo decise di accettare l'aiuto di André facendo eliminare Otàvio. Joana e Michele intanto raggiungono la botola trovandola chiusa, così Michele si consegna alla Conchiglia per non fare catturare entrambe. La botola alla fine viene aperta da Elisa, così lei, Joana e Rafael si riuniscono per ideare un piano per trovare chi sia l'infiltrato prima dell'arrivo dei soldati dell'Offshore l'indomani.

## Capitolo 07: La prova
- Titolo originale: Capítulo 07: Jardrone
- Diretto da: Jotagá Crema
- Scritto da: Marcelo Montenegro

### Trama
Elisa recupera i dati del computer e insieme a Joana e Rafael scoprono che qualcuno ha preso una sega la notte precedente alla tempesta, unico attrezzo in grado di tagliare la resistente corda del collettore. Mentre Elisa va ad analizzare le tracce del DNA presente sulla sega e scopre che è presente quello di molte persone, Joana e Rafael cominciano a fare supposizioni su chi sia l'infiltrato, ipotizzando Marco, Gloria e poi Xavier. Michele intanto viene condotta nell'atrio e sottoposta a processo da Glòria, che aizza la folla accusandola di essere la responsabile di tutte le sfortune della Conchiglia. Nel frattempo in un flashback viene mostrato che Glòria decise di abbandonare il Processo quando seppe che Fernando era stato picchiato ed in punto di morte. Al presente Michele ammette di essersi resa conto che la selezione, così come il Processo, non possono essere giusti e imparziali perché imperfetti e dipendenti dal giudizio personale di chi li mette in atto. Glòria la condanna quindi a essere consegnata all'Offshore per farle cancellare la memoria, ma Michele di rimando la accusa di avere organizzato tutto solo per vendetta e che con il suo comportamento sta infangando la memoria di Fernando. Nel frattempo Joana rapisce Xavier e insieme a Rafael cerca di costringerlo a confessare, ma egli si proclama innocente e propone di guardare le immagini del drone giardiniere. Mentre Joana lo recupera, Artur avendo notato del grasso sui sandali di Elisa raggiunge Rafael che però spiega al fratello la situazione e lo convince ad attendere Joana. Quando la ragazza ritorna ed osservano il filmato, scoprono che fu Rafael a prendere la sega quella notte.

## Capitolo 08: L'onda
- Titolo originale: Capítulo 08: Onda
- Diretto da: Jotagá Crema
- Scritto da: Andréa Midori Simão & Pedro Aguilera

### Trama
Joana accusa Rafael di essere un traditore, ma questi si proclama innocente e ipotizza di essere stato controllato tramite l'impianto dall'Offshore. Analizzando i dati scoprono di avere ricevuto un messaggio non comprensibile e, riproducendolo, Rafael cade in una sorta di trance. In un flashback viene mostrato che Marcela scoprì dal vero Rafael che il fratello Tiago era un infiltrato della Causa, quindi lo fece sottoporre ad una procedura per trasformarlo in un agente dormiente a sua insaputa. Joana fa decrittare il messaggio dove sentono Marcela che dà ordine di prendere la sega e tagliare il cavo del collettore. Mentre i soldati dell'Offshore arrivano alla Conchiglia portando le provviste promesse, Rafael e Joana si consegnano a Glòria e Marco rivelando loro la verità e dando loro le prove, che tuttavia non sembrano volere accettare, facendoli invece rinchiudere in prigione. Nel frattempo Elisa riesce a sopraffare con una siringa un residente della Conchiglia, prendergli la chiave e liberare Michele, Rafael, Joana e Natalia. Intanto, mentre Marcela fa un discorso dove spiega i cambiamenti in corso, Marco si allontana e Glòria allerta André di quello che sta per fare. Marco infatti raggiunge Joana e le riconsegna la registrazione, cercando nel frattempo di rallentare i soldati dell'Offshore. Joana raggiunge la sala trasmissioni e, mentre Michele e gli altri tengono occupati i soldati, trasmette il messaggio con la voce di Marcela in tutta la Conchiglia, rivelando la verità sul sabotaggio e incitando le persone a ribellarsi. Nel parapiglia che ne segue, i soldati dell'Offshore vengono sopraffatti dalla folla e, mentre cerca di fuggire, André viene fronteggiato da Michele che lo accusa delle malefatte commesse, ma poi si rende conto di non essere molto diversa, seppure su fronte opposto, e lo lascia andare. Marcela intanto cerca di portare via il figlio di Marco, suo nipote, ma viene raggiunta e catturata. Quando torna la pace, Joana si scusa con Natalia e le due si baciano. Intanto Glòria fa avere un messaggio anonimo a Marcela dicendole che ha un alleato alla Conchiglia. Nel frattempo all'Offshore André esonera il consiglio proclamando la guerra contro la Conchiglia. Lì intanto Michele e gli altri discutono della guerra imminente con l'Offshore e Joana propone di attaccare per primi come fece l'Offshore oltre un secolo prima.